# 库亚莱克
库亚莱克（直译：「南方」，格陵蘭語發音：[kujaɬːɜq̚]），是格陵兰的一个市镇，位于格陵兰最南端，面积为32,000平方公里，人口为6,439人（2020年），行政中心为卡科尔托克。
库亚莱克市镇成立于2009年1月1日，由原来的纳诺塔利克、纳萨克、卡科尔托克三个市镇合并而成。

## 交通運輸

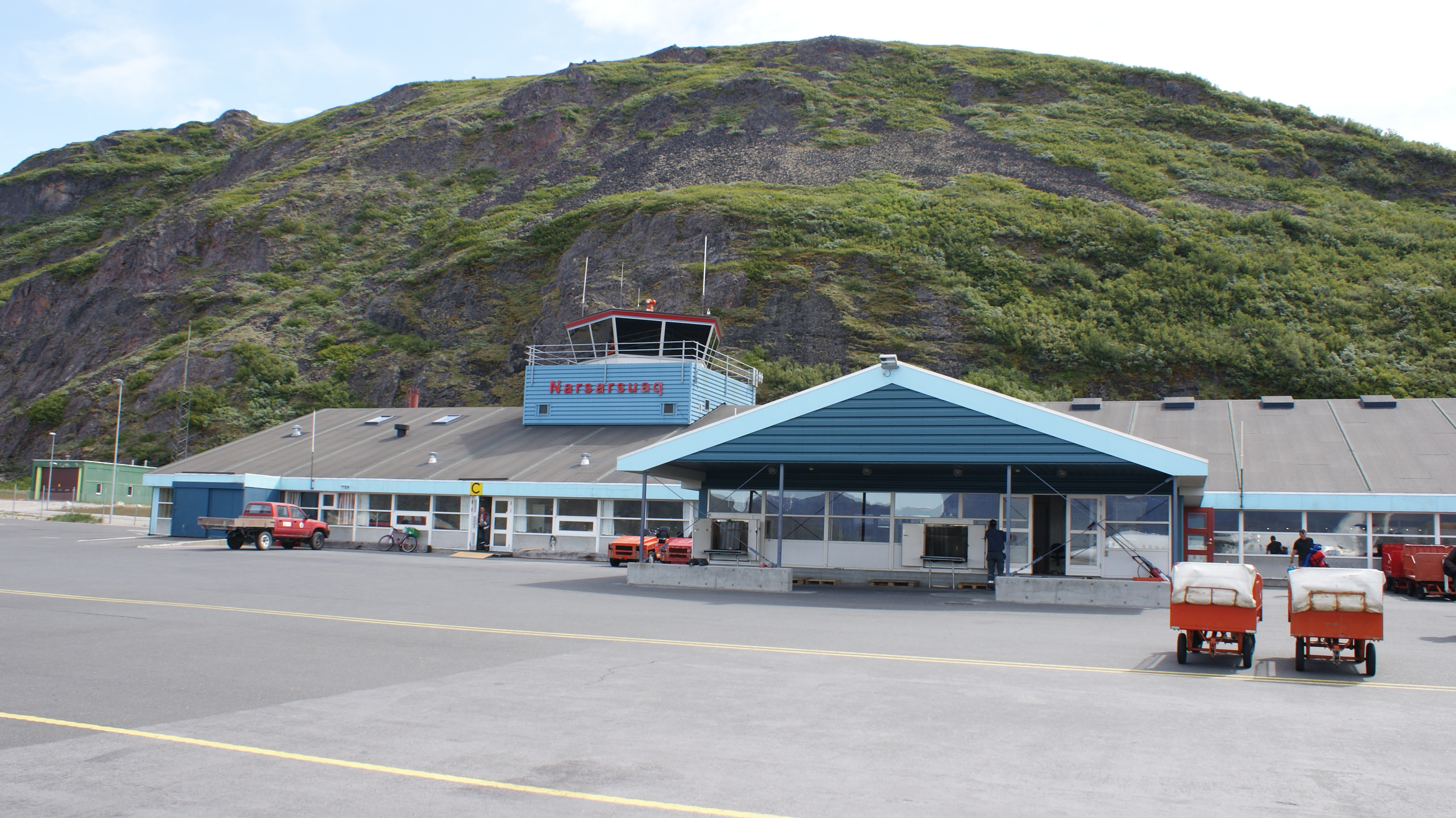
纳萨尔苏瓦克机场

唯一的機場為纳萨尔苏瓦克机场。有直升機和船可通往其它的定居點。

## 友好城市 — 姊妹城市
與库亚莱克為友好城市的有：
- 丹麦奧胡斯[4]